# 벤 피아자
벤 피아사(Ben Piazza, 1933년 7월 30일 ~ 1991년 9월 7일)는 미국의 텔레비전 배우, 연극 배우, 영화배우이다.
리틀록에서 태어났으며 셔먼오크스에서 사망하였다. 포리스트 론 메모리얼 파크에 매장되었다.

## 영화
- 비공개 (1991년) - 다릴 재넥 역
- 재생자 (1988년)
- 마스크 (1985년)
- 불만의 겨울 (1983년)
- 다이너스티 (1981년)
- 블루스 브라더스 (1980년)
- 나이트윙 (1979년)
- 달라스 (1978년)
- 킬 미 이프 유 캔 (1977년)
- 로즈 가든 (1977년)
- 암흑가의 대결 (1973년)
- 텔 미 댓 유 러브 미, 주니 문 (1970년)
- 벤 케이시 (1961년)
- 교수목 (1959년)